# Gran Premio de las Naciones
El Gran Premio de las Naciones (oficialmente: Grand Prix des Nations) fue una carrera de ciclismo en ruta profesional que se disputaba anualmente en Francia en el mes de septiembre. 
Creada en 1932 fue la carrera más prestigiosa en la modalidad de contrarreloj hasta que su prestigio fue disminuyéndose en parte por la creación de otras carreras similares.
La media de velocidad más alta registrada en la carrera fue alcanzada por Lance Armstrong en la edición del año 2000: 49,404 km/h.
Jacques Anquetil, con nueve triunfos, es el ciclista más laureado de esta competición. Le siguen Hinault, con cinco victorias y los franceses Mottet y Magne, con tres triunfos cada uno.

## Historia
Disputada por primera vez en 1932, era considerada al mismo tiempo como el Campeonato del Mundo Contrarreloj oficioso. Durante gran número de años también se disputó en categoría amateur. 
Formó parte de la Copa del Mundo de Ciclismo entre los años 1990 y 1993. La creación de un Campeonato del Mundo Contrarreloj por la UCI en 1994 y la prueba Olímpica Contrarreloj en 1996 redujeron drásticamente su importancia dentro del circuito internacional. 
En 2005, con la introducción del UCI ProTour, la carrera desapareció. En sus últimas ediciones, la prueba constaba de un recorrido aproximado de 70 km. Anteriormente, entre los años 1970 y 1990, había tenido una longitud de 90 km; y en sus primeras ediciones, hasta mediados de los años 1950, el recorrido era de 140 km.
En 2006 la Chrono Les Herbiers fue rebautizada como Chrono des Nations-Les Herbiers en referencia y como recuerdo a esta carrera desaparecida.

## Palmarés
| Año                               | Ganador                | Segundo                   | Tercero                |
| --------------------------------- | ---------------------- | ------------------------- | ---------------------- |
| 1932                              | Maurice Archambaud     | Alfredo Bovet             | Léon Le Calvez         |
| 1933                              | Raymond Louviot        | Léon Le Calvez            | Marinus Valentijn      |
| 1934                              | Antonin Magne          | Amédée Fournier           | Luciano Montero        |
| 1935                              | Antonin Magne          | Edgard De Caluwé          | Luciano Montero        |
| 1936                              | Antonin Magne          | Pierre Cogan              | Luciano Montero        |
| 1937                              | Pierre Cogan           | Maurice Archambaud        | Georges Speicher       |
| 1938                              | Louis Aimar            | Gerrit Schulte            | Amédée Fournier        |
| 1939-1940 ediciones no realizadas |                        |                           |                        |
| 1941                              | Jules Rossi            | Fernand Mithouard         | Ferdinand Kübler       |
| 1941 (2)                          | Louis Aimar            | Yvan Marie                | Louis Gauthier         |
| 1942                              | Émile Idée             | Odiel Van Den Meersschaut | Jules Rossi            |
| 1942 (2)                          | Jean-Marie Goasmat     | Eugenio Galliussi         | Pierre Cogan           |
| 1943                              | Joseph Somers          | Jules Rossi               | Maurice Clautier       |
| 1944                              | Émile Carrara          | Jules Rossi               | Émile Idée             |
| 1945                              | Éloi Tassin            | Émile Carrara             | Albert Dubuisson       |
| 1946                              | Fausto Coppi           | Émile Idée                | André Mahé             |
| 1947                              | Fausto Coppi           | Émile Idée                | Fiorenzo Magni         |
| 1948                              | René Berton            | Ferdinand Kübler          | Éloi Tassin            |
| 1949                              | Charles Coste          | Wim Van Est               | Maurice Blomme         |
| 1950                              | Maurice Blomme         | René Berton               | Antonin Rolland        |
| 1951                              | Hugo Koblet            | Fausto Coppi              | René Berton            |
| 1952                              | Louison Bobet          | Maurice Blomme            | Yvon Marrec            |
| 1953                              | Jacques Anquetil       | Roger Creton              | Agostino Coletto       |
| 1954                              | Jacques Anquetil       | Jean Brankart             | Isaac Vitré            |
| 1955                              | Jacques Anquetil       | Albert Bouvet             | Marcel Janssens        |
| 1956                              | Jacques Anquetil       | Albert Bouvet             | Miguel Bover Pons      |
| 1957                              | Jacques Anquetil       | Ercole Baldini            | Aldo Moser             |
| 1958                              | Jacques Anquetil       | Gérard Saint              | Michel Vermeulin       |
| 1959                              | Aldo Moser             | Roger Rivière             | Alcide Vaucher         |
| 1960                              | Ercole Baldini         | Joseph Vloeberghs         | Raymond Mastrotto      |
| 1961                              | Jacques Anquetil       | Gilbert Desmet            | Aldo Moser             |
| 1962                              | Ferdinand Bracke       | Jean-Claude Lebaube       | Claude Valdois         |
| 1963                              | Raymond Poulidor       | Ferdinand Bracke          | Walter Boucquet        |
| 1964                              | Walter Boucquet        | Arie den Hartog           | Claude Valdois         |
| 1965                              | Jacques Anquetil       | Rudi Altig                | Raymond Poulidor       |
| 1966                              | Jacques Anquetil       | Felice Gimondi            | Eddy Merckx            |
| 1967                              | Felice Gimondi         | Bernard Guyot             | Robert Hagmann         |
| 1968                              | Felice Gimondi         | Herman Van Springel       | Luis Ocaña             |
| 1969                              | Herman Van Springel    | Raymond Poulidor          | Davide Boifava         |
| 1970                              | Herman Van Springel    | Ole Ritter                | Luis Ocaña             |
| 1971                              | Luis Ocaña             | Joop Zoetemelk            | Leif Mortensen         |
| 1972                              | Roger Swerts           | Joop Zoetemelk            | Yves Hézard            |
| 1973                              | Eddy Merckx            | Luis Ocaña                | Joop Zoetemelk         |
| 1974                              | Roy Schuiten           | Dirk Baert                | Paul Lannoo            |
| 1975                              | Roy Schuiten           | Joop Zoetemelk            | Bernard Thévenet       |
| 1976                              | Freddy Maertens        | Roy Schuiten              | Bernard Thévenet       |
| 1977                              | Bernard Hinault        | Joop Zoetemelk            | Jørgen Marcussen       |
| 1978                              | Bernard Hinault        | Francesco Moser           | Hennie Kuiper          |
| 1979                              | Bernard Hinault        | Francesco Moser           | Joop Zoetemelk         |
| 1980                              | Jean-Luc Vandenbroucke | Daniel Gisiger            | Bert Oosterbosch       |
| 1981                              | Daniel Gisiger         | Stephen Roche             | Hans-Henrik Ørsted     |
| 1982                              | Bernard Hinault        | Daniel Gisiger            | Bert Oosterbosch       |
| 1983                              | Daniel Gisiger         | Greg LeMond               | Bert Oosterbosch       |
| 1984                              | Bernard Hinault        | Sean Kelly                | Stephen Roche          |
| 1985                              | Charly Mottet          | Thierry Marie             | Jean-Luc Vandenbroucke |
| 1986                              | Sean Kelly             | Laurent Fignon            | Jean-François Bernard  |
| 1987                              | Charly Mottet          | Jean-François Bernard     | Marino Lejarreta       |
| 1988                              | Charly Mottet          | Laurent Fignon            | Michael Wilson         |
| 1989                              | Laurent Fignon         | Thomas Wegmüller          | Charly Mottet          |
| 1990                              | Thomas Wegmüller       | Erik Breukink             | Tony Rominger          |
| 1991                              | Tony Rominger          | Erik Breukink             | Thomas Wegmüller       |
| 1992                              | Johan Bruyneel         | Tony Rominger             | Viacheslav Yekímov     |
| 1993                              | Armand de Las Cuevas   | Stephen Hodge             | Eddy Seigneur          |
| 1994                              | Tony Rominger          | Francis Moreau            | Thierry Marie          |
| 1995 edición no realizada         |                        |                           |                        |
| 1996                              | Chris Boardman         | Bjarne Riis               | Abraham Olano          |
| 1997                              | Uwe Peschel            | Marc Streel               | Chris Boardman         |
| 1998                              | Francisque Teyssier    | Gilles Maignan            | Marc Streel            |
| 1999                              | Serhi Honchar          | Chris Boardman            | Jens Voigt             |
| 2000                              | Lance Armstrong        | Raivis Belohvoščiks       | László Bodrogi         |
| 2001                              | Jens Voigt             | László Bodrogi            | Jean Nuttli            |
| 2002                              | Uwe Peschel            | László Bodrogi            | Юрій Кривцов           |
| 2003                              | Michael Rich           | Bert Roesems              | Serhi Honchar          |
| 2004                              | Michael Rich           | Uwe Peschel               | Iván Gutiérrez         |

Nota: En la edición 2000, el corredor Lance Armstrong fue inicialmente el ganador, pero en octubre del 2012 fue suspendido de por vida por dopaje sistemático y los resultados obtenidos después del 1 de agosto de 1998 en adelante le fueron anulados.

## Palmarés por países
| País         | Victorias |
| ------------ | --------- |
| Francia      | 36        |
| Bélgica      | 11        |
| Italia       | 6         |
| Suiza        | 6         |
| Alemania     | 5         |
| Países Bajos | 2         |
| Italia       | 1         |
| España       | 1         |
| Irlanda      | 1         |
| Reino Unido  | 1         |
| Ucrania      | 1         |
| Anulado      | 1         |

## Estadísticas

### Más victorias
| Ciclista            | Victorias | Años                                                 |
| ------------------- | --------- | ---------------------------------------------------- |
| Jacques Anquetil    | 9         | 1953, 1954, 1955, 1956, 1957, 1958, 1961, 1965, 1966 |
| Bernard Hinault     | 5         | 1977, 1978, 1979, 1982 y 1984                        |
| Antonin Magne       | 3         | 1934, 1935 y 1936                                    |
| Charly Mottet       | 3         | 1985, 1987 y 1988                                    |
| Fausto Coppi        | 2         | 1946 y 1947                                          |
| Felice Gimondi      | 2         | 1967 y 1968                                          |
| Herman Van Springel | 2         | 1969 y 1970                                          |
| Roy Schuiten        | 2         | 1974 y 1975                                          |
| Daniel Gisiger      | 2         | 1981 y 1983                                          |
| Tony Rominger       | 2         | 1991 y 1994                                          |
| Uwe Peschel         | 2         | 1997 y 2002                                          |
| Michael Rich        | 2         | 2003 y 2004                                          |

### Victorias consecutivas
- Seis victorias seguidas:
  -  Jacques Anquetil (1953, 1954, 1955, 1956, 1957, 1958)

- Tres victorias seguidas:
  -  Bernard Hinault (1977, 1978, 1979)
  -  Antonin Magne (1934, 1935, 1936)

- Dos victorias seguidas:
  -  Fausto Coppi (1946, 1947)
  -  Felice Gimondi (1967, 1968)
  -  Herman Van Springel (1969, 1970)
  -  Roy Schuiten (1974, 1975)
  -  Charly Mottet (1987, 1988)
  -  Michael Rich (2003, 2004)